# Rheinmetall
Rheinmetall AG este o companie constructoare de mașini și vehicule de apărare cu uzine în Düsseldorf, Kassel și Unterlüß. Compania are o lungă experiență în fabricarea de arme și piese pentru artilerie.  De asemenea este implicată în dezvoltarea  unor tehnologii avansate din domeniul metalurgiei, ceea ce îi permite să fabrice componente de o foarte bună calitate pentru arme mici sau pentru artilerie grea.

## Produse

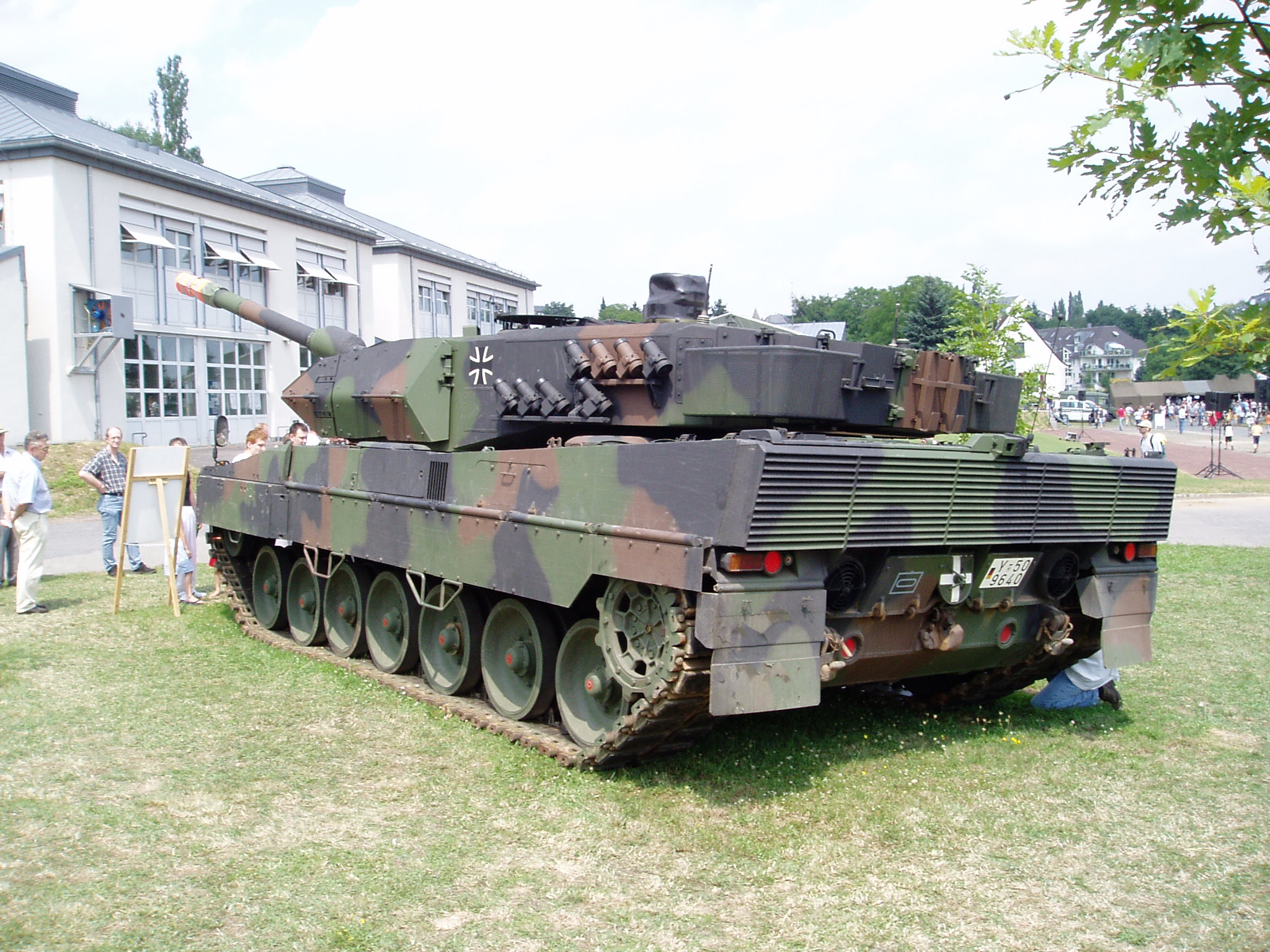
Leopard 2A6, folosește tunul de 120 mm produs de Rheinmetall
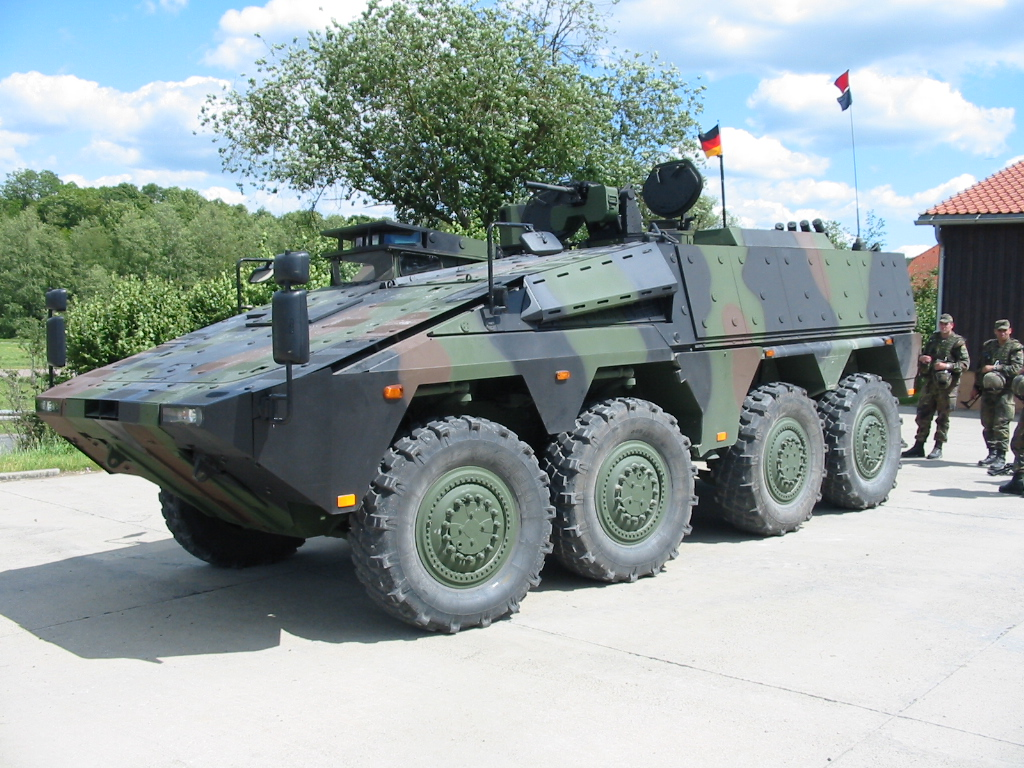
Boxer MRAV
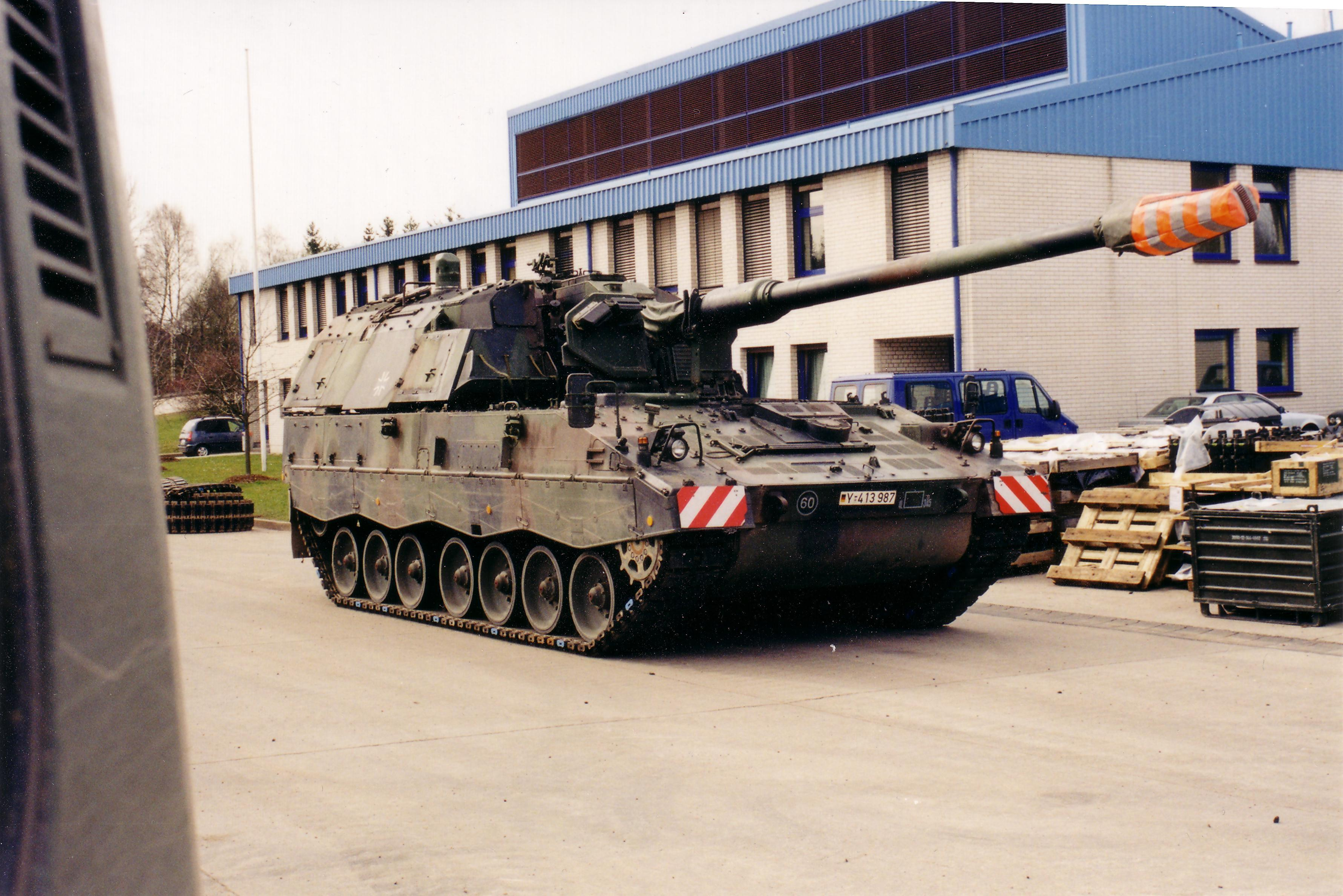
PzH 2000
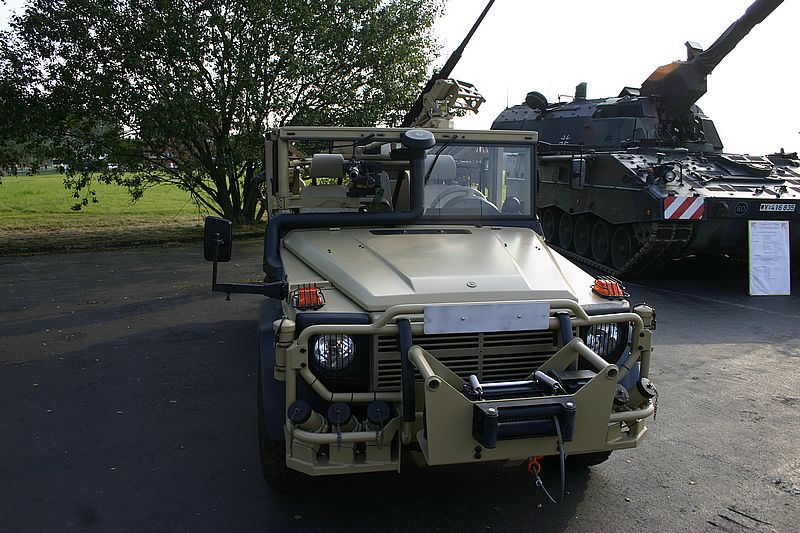
AGF
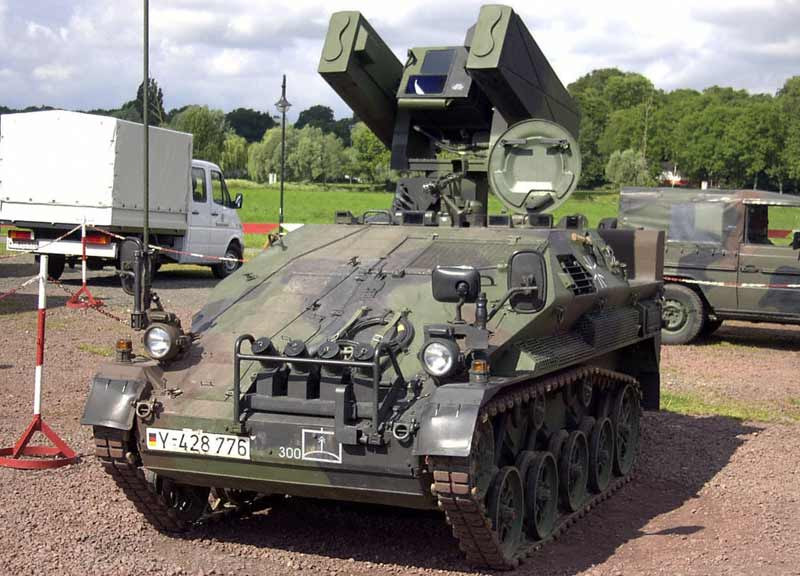
Wiesel AWC